# خلیج غربی جاسک
خلیج غربی جاسک که گاه به تنهایی خلیج جاسک نیز نامیده می‌شود، خلیجی کوچک در حاشیه شمالی دریای عمان در غرب جاسک در هرمزگان است. شبه‌جزیره جاسک این خلیج را از خلیج شرقی جاسک جدا می‌کند.